# Années 80
Les années 80 couvrent les années 80 à 89. 
- Pour les années 1980 à 1989, voir Années 1980.

## Événements

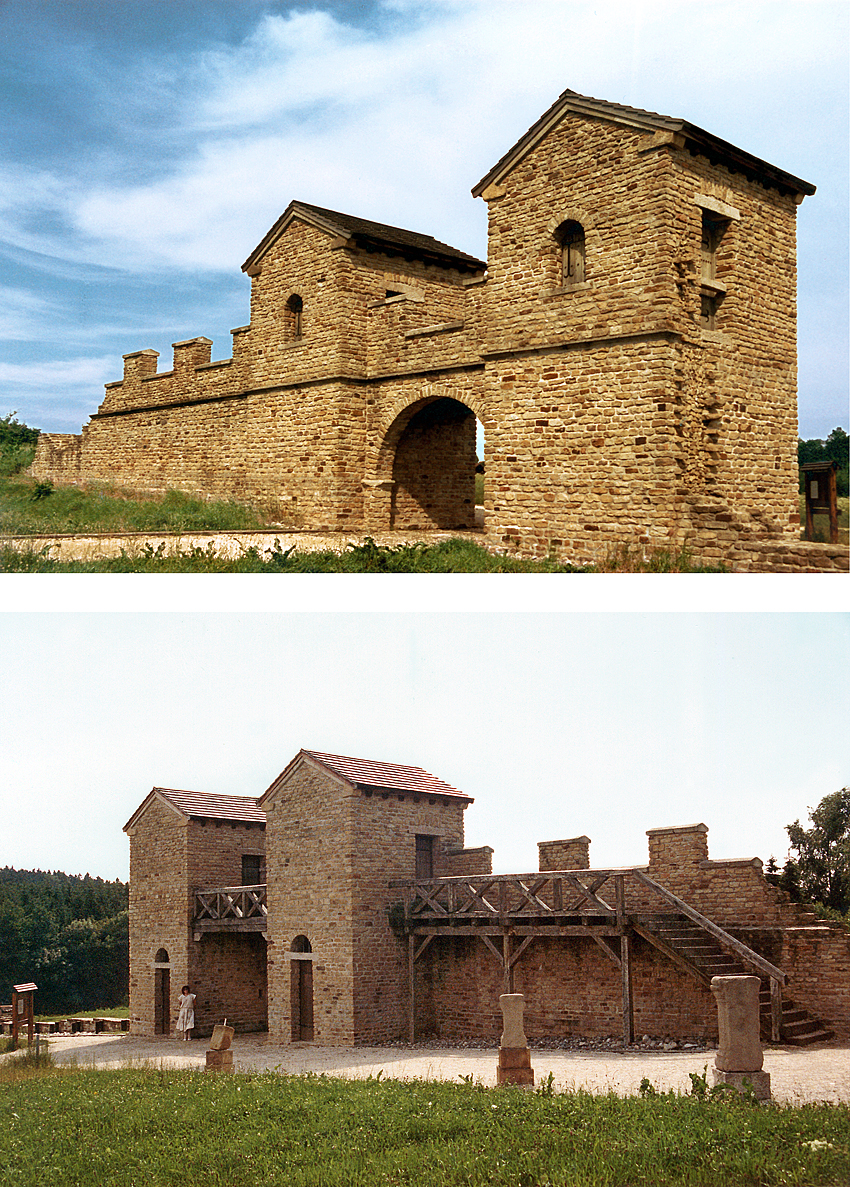
Porte reconstruite du fort de l'Est à Welzheim sur le limes de Germanie.

- Vers 80-81 : l’apôtre Philippe est crucifié à Hiérapolis en Phrygie, selon la tradition[1].
- 81-96 : principat de Domitien, empereur romain[2].
- 83-84 et 89 : campagnes de Domitien contre les Chattes. Conquête et colonisation des « Champs Décumates », entre Rhin et Danube[2]. Des Gaulois pauvres y sont installés. Construction du limes de Germanie[3]..
- 83 ou 84 : bataille du mont Graupius ; Agricola poursuit la conquête romaine de la Bretagne[2] (fin en 85).
- 84-88 : campagne de Dacie de Domitien[2]. Apogée de la Dacie (Roumanie) sous le règne de Décébale (87-106).
- 86 : Domitien institue les Jeux capitolins[2].
- 89 : révolte d’Antonius Saturninus et des soldats de Mayence en Germanie supérieure, avec l’appui d’une partie du Sénat romain[4].

## Personnalités significatives
- Antonius Saturninus
- Clément Ier
- Décébale
- Dion de Pruse
- Domitien
- Luc (évangéliste)